# Île Sainte-Hélène (Montréal)
Pour les articles homonymes, voir Île Sainte-Hélène.
L'île Sainte-Hélène est une île dans le fleuve Saint-Laurent, dans le territoire de la ville de Montréal, au Québec, Canada. C'est une des îles de l'archipel de Hochelaga. L'île a été constituée comme site du patrimoine en 2007.

## Géographie
Elle est située immédiatement au sud-est de l'île de Montréal, elle mesure presque 3 km de longueur, 600 m de largeur et une trentaine de mètres d'altitude. Le chenal Le Moyne la sépare de l'île Notre-Dame.

## Histoire
|                                                      |  |  |
| Photographies aériennes de l'île Sainte-Hélène, 1947 |  |  |

Elle fut nommée en 1611 par Samuel de Champlain en honneur de sa femme, Hélène de Champlain, née Boullé. Elle porte aussi le nom d'Hélène, la mère de l'empereur romain Constantin Ier. À l'époque, Samuel de Champlain nomma l'île « isle de saincte Elaine ».
L'île appartient à la famille Le Moyne de Longueuil de 1665 jusqu'en 1818, quand elle a été vendue au gouvernement britannique, qui l'achète dans le but de fortifier les défenses de l'axe du fleuve Saint-Laurent entre Québec et les Grands Lacs à la suite de la guerre de 1812. Le gouvernement britannique y fait construire le fort de l'île Sainte-Hélène entre 1820 et 1824 et ajoute aux fortifications une poudrière et une casemate.
Le nouveau gouvernement canadien en fait l'acquisition en 1870 et elle est convertie en parc public en 1874. À l'époque, l'île est seulement accessible par traversier. Il faut attendre la construction du pont Jacques-Cartier en 1930, pour que le parc soit accessible aux piétons et aux automobiles. Durant la même année, l'île est réaménagée par l'architecte paysagiste Frederick Todd avec entre autres, la construction du Pavillon des baigneurs (aujourd'hui appelé Complexe aquatique).

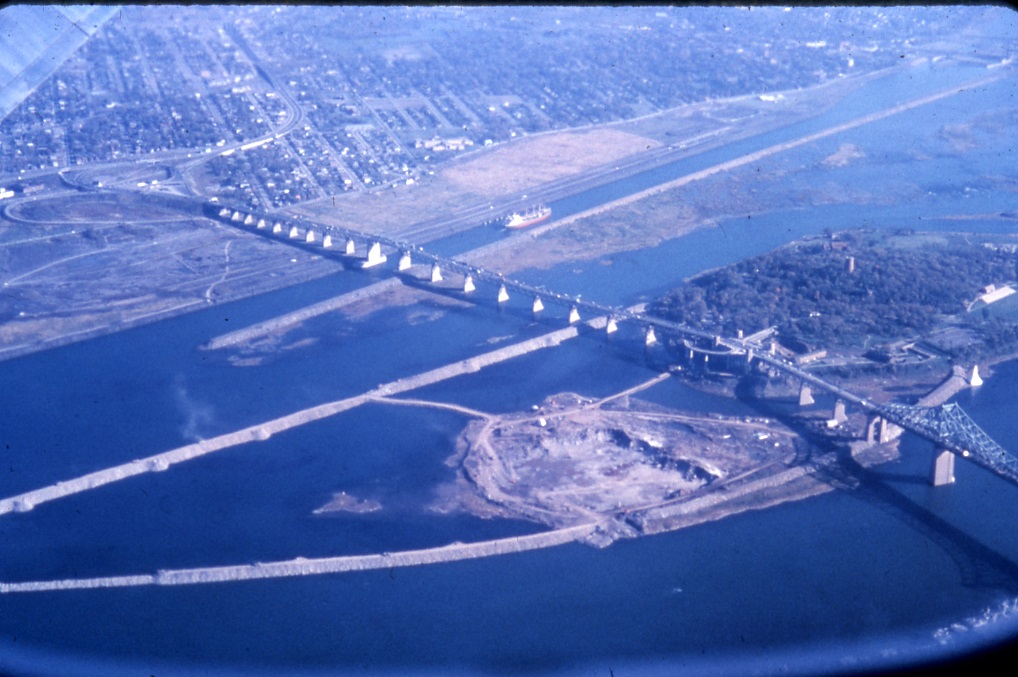
Agrandissement de l'île Sainte-Hélène pour Expo 67

Les îles de l'archipel ont été choisies comme le site de Terre des Hommes pour accueillir l'Exposition universelle de 1967 (Expo 67). Pour la préparer à sa vocation, l'île a été massivement agrandie et consolidée avec plusieurs îles avoisinantes (dont l'île Ronde), à l'aide du remblai excavé lors de la construction du métro de Montréal ; l'île Notre-Dame a été construite à partir de zéro.
Après la clôture de l'Expo, le site continue sa vocation de foire sous le nom « Terre des Hommes ». Par la suite, la plupart des installations de l'Expo 67 ont été démantelées et l'île a été réaménagée en parc.
Le site a servi pour le tournage du film Léolo (1992) de Jean-Claude Lauzon.

## Installations contemporaines
L'île et sa voisine l'île Notre-Dame constituent ensemble le parc Jean-Drapeau (anciennement « parc des Îles »). On trouve sur l'île plusieurs installations importantes, dont le musée Stewart au fort de l'île Sainte-Hélène, le parc d'attractions La Ronde, la Place des Nations, et la Biosphère, musée d'interprétation du fleuve aménagé dans l'ancien pavillon américain de l'Expo 67. C'est un lieu de premier rang de divertissement pour les Montréalais ; on y présente souvent des concerts et des spectacles, dont le concours de feux d'artifice de l'International des Feux Loto-Québec (anciennement le Mondial SAQ) et le festival de musique Osheaga. De plus, les fans de musique électronique peuvent y assister à des prestations de DJs lors d'un évènement organisé les dimanches par le Piknic Électronic.
L'île est desservie par le pont de la Concorde et le pont Jacques-Cartier, ainsi que par la station de métro Jean-Drapeau et un service de traversier.

## Galerie

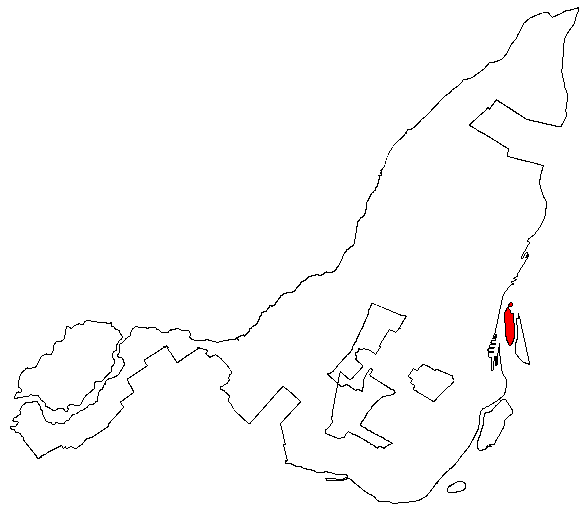
Localisation de l'île
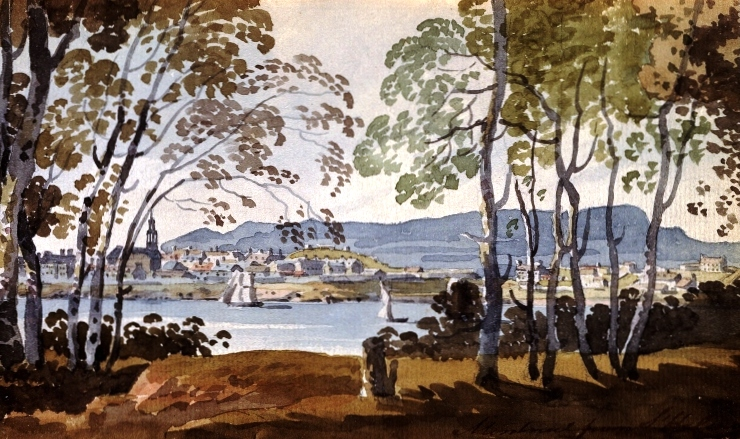
Montréal depuis l'île Sainte-Hélène, George Heriot, vers 1801
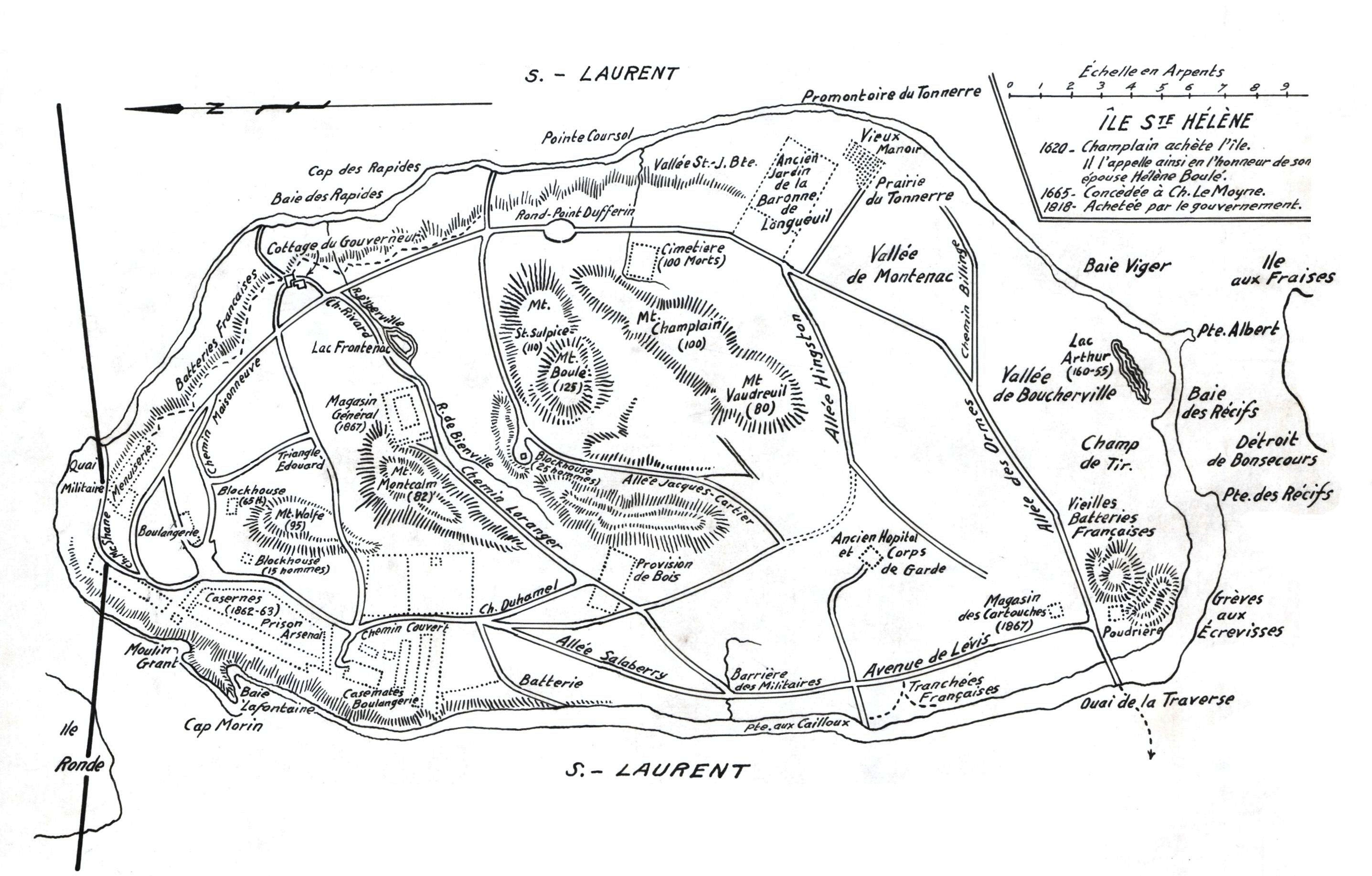
Plan de l'île, 1928
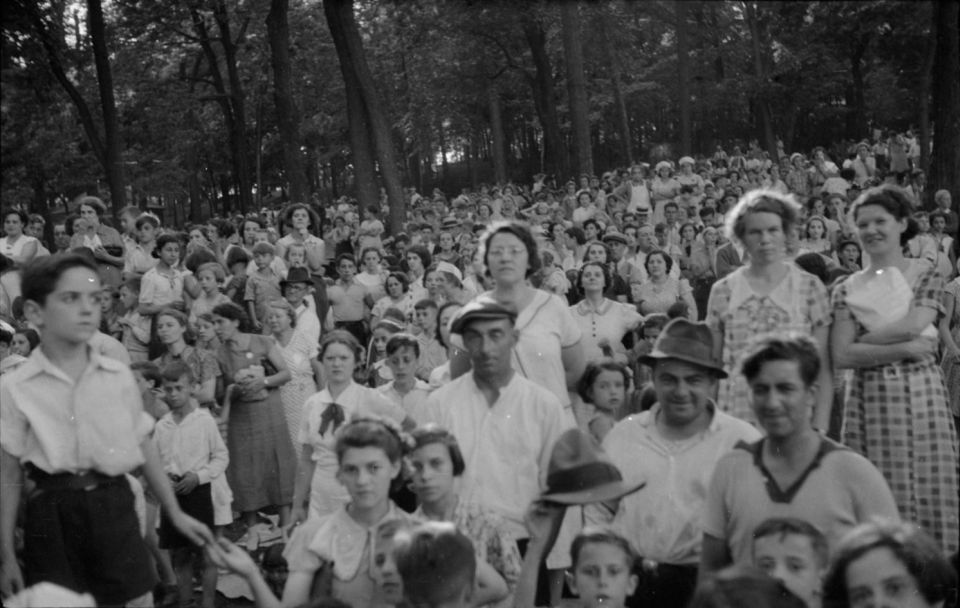
Pique-nique des travailleurs du syndicat de Saint-Henri à l'île Sainte-Hélène à Montréal, juillet 1937
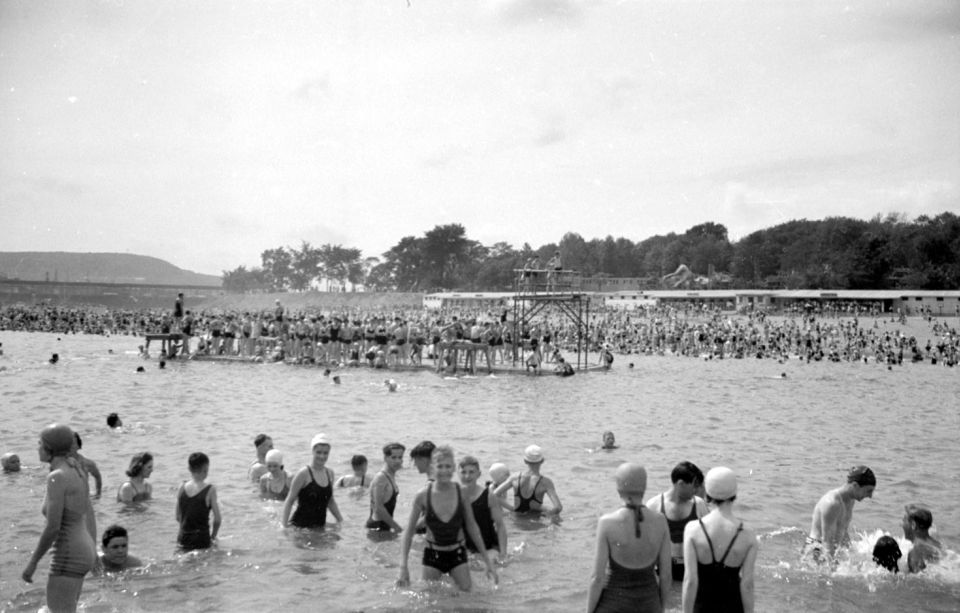
Baigneurs à l'île Sainte-Hélène, août 1938
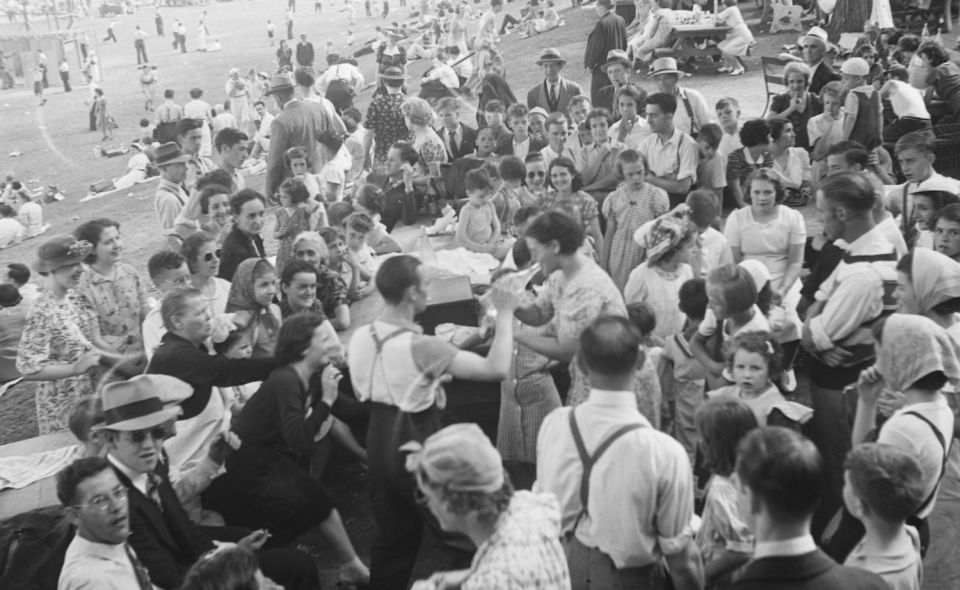
Pique-nique à l'île Sainte-Hélène, juillet 1939
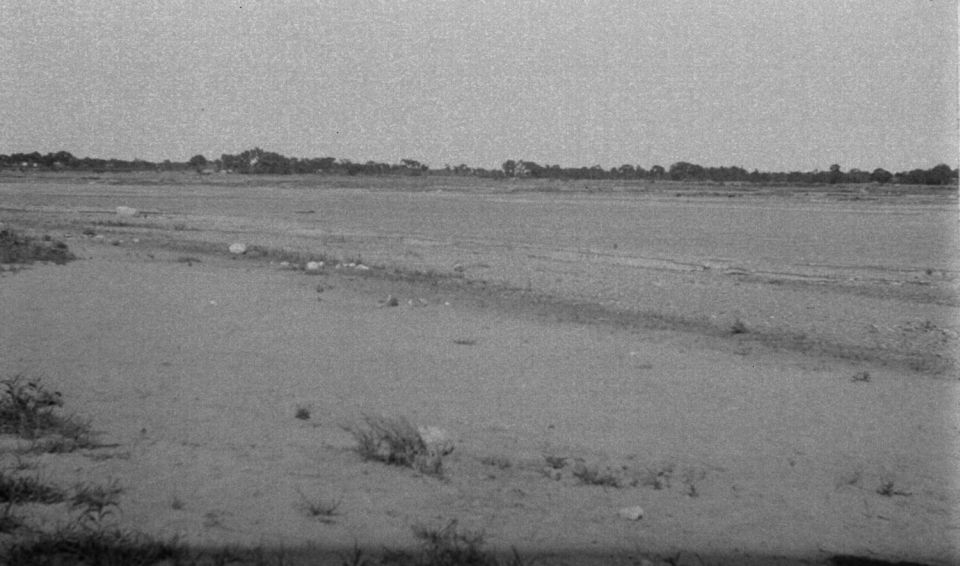
Plage de l'île Sainte-Hélène, 1941
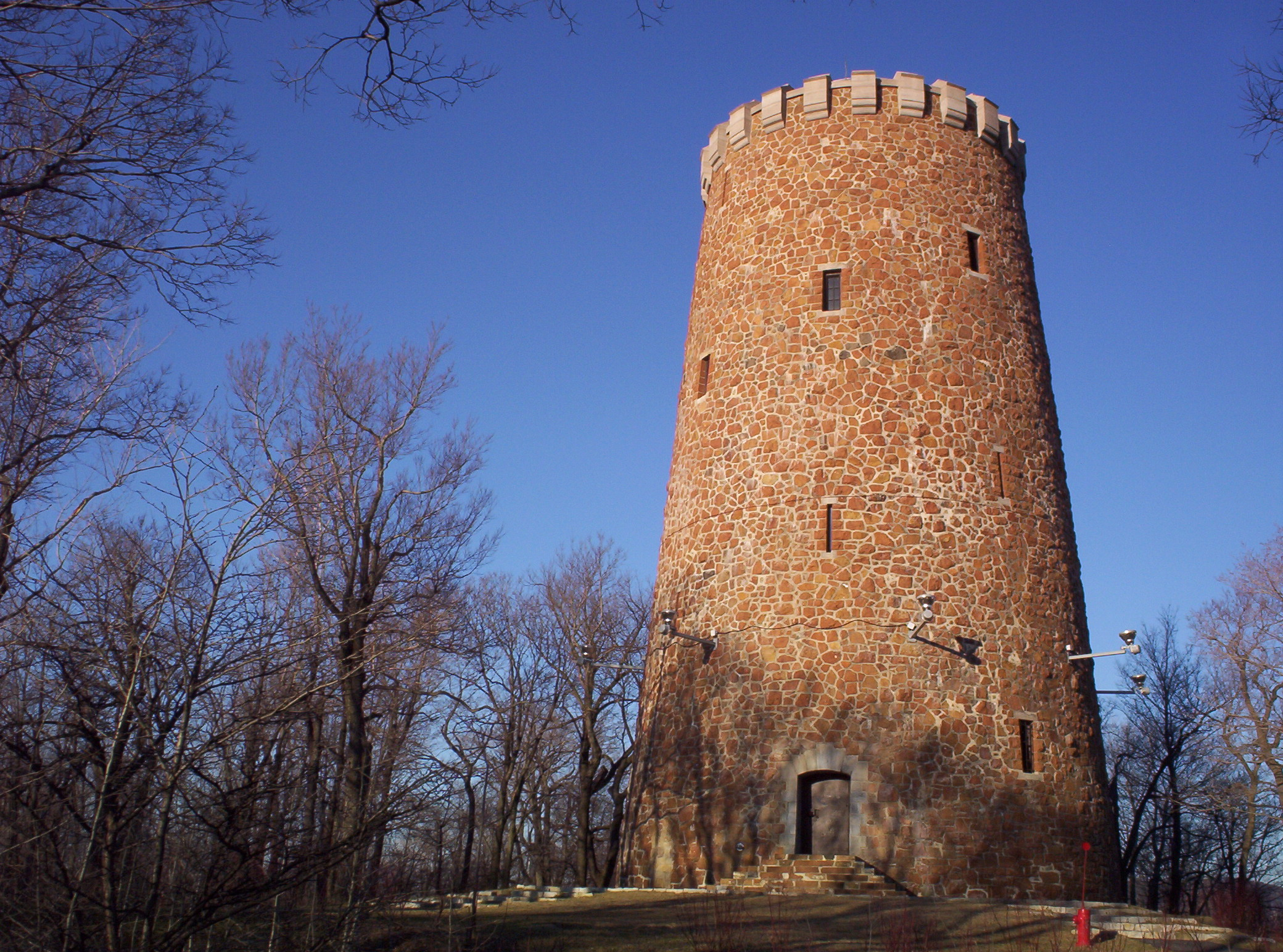
La Tour de Levis
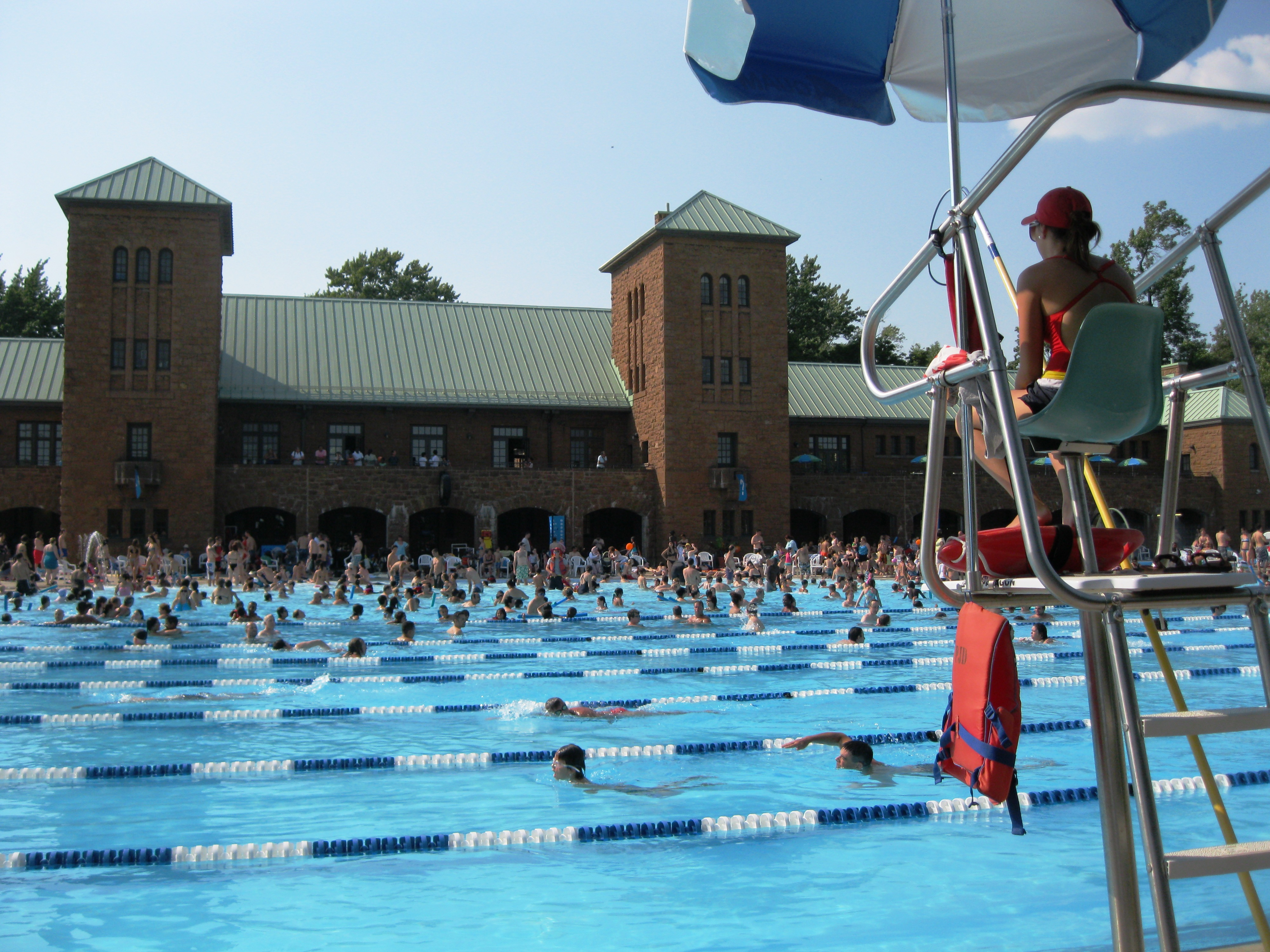
Complexe aquatique
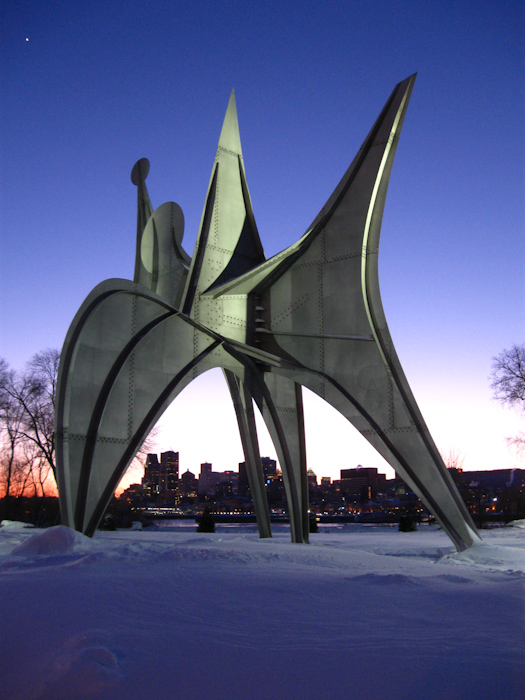
L'Homme de Alexander Calder
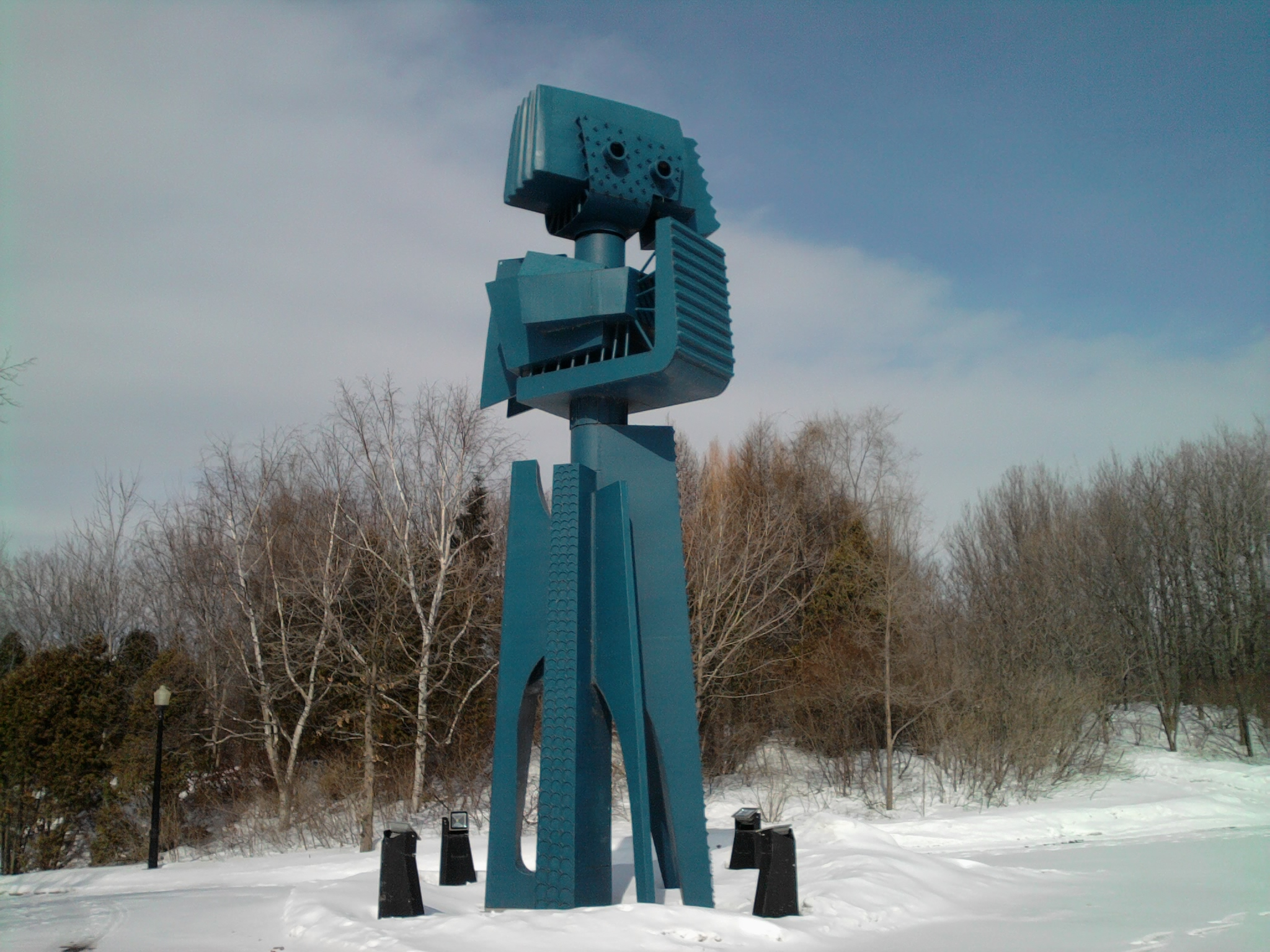
Le Phare du Cosmos de Yves Trudeau
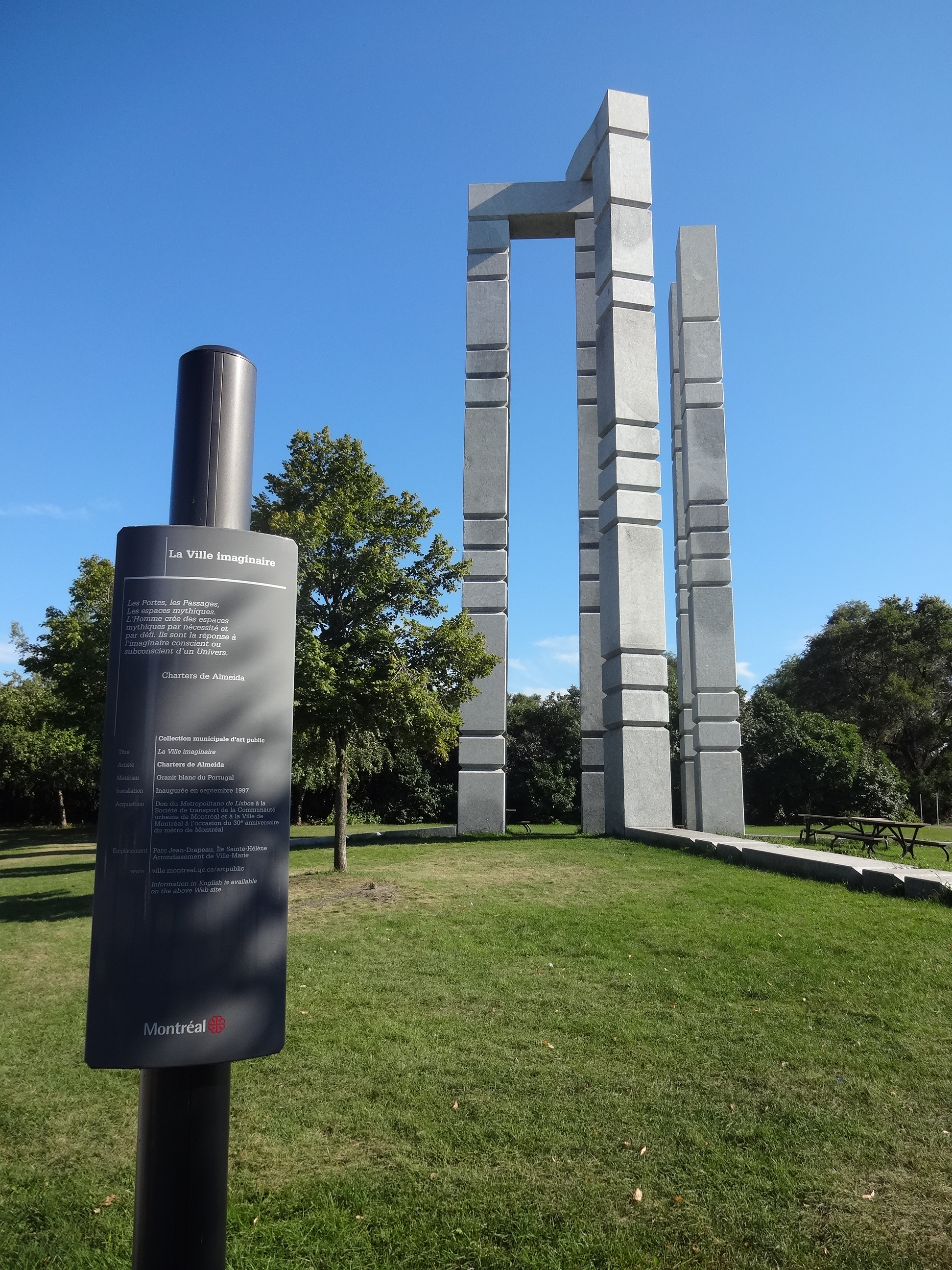
La Ville Imaginaire de Charters de Almeida